# Eudaimonia (album)
Eudaimonia – album studyjny polskiego rapera Jacka „Mezo” Mejera oraz producenta muzycznego Bartosza „Tabba” Zielonego z udziałem wokalistki Katarzyny Wilk. Wydawnictwo ukazało się 16 października 2006 roku nakładem wytwórni muzycznej My Music. Gościnnie w nagraniach wzięli udział piosenkarz Miecz Szcześniak oraz raperzy Liber i Owal/Emcedwa.
Pierwszy singel promujący płytę pt. „Sacrum” ukazał się 27 września 2006 roku. Kompozycja dotarła do 4. miejsca Szczecińskiej Listy Przebojów Polskiego Radia. Pewną popularnością cieszyła się także piosenka „Wstawaj” z gościnnym udziałem Miecza Szcześniaka, która dotarła do 38. miejsca tej samej listy przebojów. Do obu utworów zostały zrealizowane także teledyski. 
Nagrania dotarły do 17. miejsca listy OLiS. 18 marca 2009 roku płyta uzyskała status złotej.

## Lista utworów
Opracowano na podstawie materiału źródłowego.
1. „Eudaimonia"
2. „Sacrum”
3. „Wstawaj” (gościnnie: Miecz Szcześniak)
4. „Upojenie i ukojenie"
5. „Nieśmiertelność"
6. „Nieważne"
7. „Entuzjasta"
8. „T.I.N.A. (There is No Alternative)”
9. „Spirala nienawiści"
10. „Tabula rasa"
11. „Byłaś serca biciem” (gościnnie: Liber)
12. „Koniec nas"
13. „Rejs (szósty)”
14. „Mamy siebie"
15. „Nic więcej"
16. „Czerwiec” (gościnnie: Owal/Emcedwa)